# Aloísio Sinésio Bohn
Aloísio Sinésio Bohn (ur. 11 września 1934 w Montenegro, zm. 9 czerwca 2022 w Santa Cruz do Sul) – brazylijski duchowny rzymskokatolicki, w latach 1980–1986 biskup Novo Hamburgo, w latach 1986–2010 biskup Santa Cruz do Sul.

## Życiorys
Święcenia kapłańskie przyjął 23 grudnia 1961. 27 czerwca 1977 został prekonizowany biskupem pomocniczym Brasilia ze stolicą tytularną Abbir Germaniciana. Sakrę biskupią otrzymał 9 września 1977. 13 lutego 1980 został mianowany biskupem Novo Hamburgo, a 27 czerwca 1986 biskupem Santa Cruz do Sul. 19 maja 2010 przeszedł na emeryturę.